# Port lotniczy Johor Bahru-Senai
Port lotniczy Johor Bahru-Senai (IATA: JHB, ICAO: WMKJ) – międzynarodowy port lotniczy położony w Senai, w pobliżu Johor Bahru, w Malezji.

## Linie lotnicze i kierunki lotów

### Kierunki lotów regularnych
| Linia lotnicza      | Kierunek                                                      |
| ------------------- | ------------------------------------------------------------- |
| AirAsia             | 1. Alor Setar-Sułtan Abdul Halim 2. Bangkok-Don Muang 3. Ipoh |
| Firefly             | 1. Kuala Lumpur-Sułtan 2. Penang                              |
| Indonesia AirAsia   | 1. Surabaja                                                   |
| Baltik Air Malaysia | 1. Kuala Lumpur-Sułtan                                        |
| Thai AirAsia        | 1. Bangkok-Don Muang                                          |
| Malaysia Airlines   | 1. Kuala Lumpur-Sułtan                                        |